# Regán Lili
Regán Liliána, ismertebb nevén Regán Lili vagy angolul írva Liliana Regan (Pécs, 1999. január 26. –)  magyar lemezlovas, aki 2016 óta szórakoztatja a közönséget.

## Pályafutása
17 éves korában kezdett beletanulni a lemezlovas éra rejtelmeibe édesapjának köszönhetően, hiszen már ő is ebben a szakmában tevékenykedett. Lili egy igazi energiabomba, számos nagyobb eseményen vett már részt, köztük 2023 januárjában a franciaországi Les Orres-ben megrendezett Snow attack fesztiválon. Lili már egészen kis korában vonzódni kezdett a téma iránt, hamar magához húzta az elektronikus zene világa. Kezdetben kisebb közönségnek zenélt egy darabig, majd később fordult a nagyobb tömeg irányába. Egy szórakozóhely felkérésére, látva a lányban a tehetséget kezdett bele hobbijába, ami szinte munkává nőtte ki magát. Sajnos nem sokkal később a hely működése miatt, ami bezárt, a zenélést fel kellett függeszteni. Nemsokára rögtön jöttek is a további felkérések. Ez volt az a pont ahol ténylegesen elindult az útja. Miután látták, mit tud, egy budapesti bulicéghez került, menedzselték őt. Sorban, fokozatosan alakult ki a DJ imidzse. A haja színét kékre változtatta, hiszen kedvenc színei közé tartozik a lila mellett minden ami kék. Több neves DJ-vel egyetemben fellépett már a Sziget Fesztiválon, EFOTT-on vagy a Balaton Soundon. 2022 júniusában jegyezte el futballista szerelme. Lili a WORLD IS MINE Radio Show csapatát erősíti a Rádió 1-en. A műsor csütörtöki adásaiban hallható, valamint néhány alkalommal pénteken, valamint hétfőn is jelentkezett már stúdióból.  Az utóbbi időben számos díj kiérdemeltje lett, illetve több elismerést is kapott a közönségtől. A YouTube videómegosztó portálon és a TikTok videómegosztón is megtalálható egyaránt, ahol egyre többen ismerik meg őt. Lili a Never Say Never elnevezésű országos nagy buliszolgáltató- és szervező fellépőinek tagja. Teljesen egyedi, saját ruhákat kezdett árusítani 2022-ben, melyek felkerültek, és megvásárolhatók a BP Clothing nevű magyar oldalon. A ruhák tükrözik a lány anime iránti szeretetét. Lili mint személyi edző végzett OKJ-s képzést, valamint komoly szinten űzte a latin táncot. Tizenkét éven keresztül táncolt versenyszinten a cha-cha-cha és a salsa világában. Ezt időnként még szokta gyakorolni, használni, így a tánc vonalát sem tette teljesen félre. Zenei téren folyamatosan építi lemezlovas "arca" mellett produceri karrierjét, nem-mellesleg zeneírásban is kipróbálta már magát.
Lili 2023 májusában a vietnámi magyar nagykövetség meghívására egy hetet töltött az ország fővárosában Hanoiban, több fellépéssel a "Europe Village 2023" fesztiválon.
Kétszeres nyertese: Rádió 1-es közönség szavazási díj 1.helyezett (2022),
Rádió 1-es szavazási díj 1.helyezett (2024),

## Tanulmányok
Középiskolai iskolai tanulmányait a pécsi Deák Ferenc Gimnázium és Általános Iskolában végezte sportszakon.

## DJ szettek
- Live Mix 2021 – Global Dj Shop (56:22)[14]
- OMC live session (57:20)[15]
- See You Soon Mix (Club Mousoleum) (57:27)[16]
- Open Music Channel Live Dj Set (57:20)[17]
- @Live // LHL Feszt (58:20)[18]
- LHL Feszt – Live // Regan (35:51)[19]

## Saját számok
- Uno Dos Tres (Official Music Video) (2:24)[20]
- ALEE X MANUEL – Deja Vu | Regan Lili Remix | (2:28)[21]
- Regan Lili ft. Sara – Now You're Gone (Official Music Video) (2:54)[22]
- Regan Lili – Get Down | OFFICIAL MUSIC VIDEO (2:54)[23]
- Regan Lili feat. Sara – Dreamin' (Official Music Video) (2:28)[24]
- Regan Lili feat.Sara-I don't no

## Díjak
- Az "Év áttörése" szakmai díj (2022)
- Az "Év DJ-je" Rádió 1-es szavazási díj (2023)
- Az "Év DJ-je" Rádió 1-es szavazási díj (2022)
- Zsír on the Feszt; Alattyán – Jász Kolbásztöltő Fesztivál; Jászberény – LHL Feszt; Jászberény: Az "Év DJ-je 2022-ben" közönség elismerés
- Az "Év DJ-je" Rádió 1-es szavazási díj (2024)